# ایستگاه کیتا-سنجو

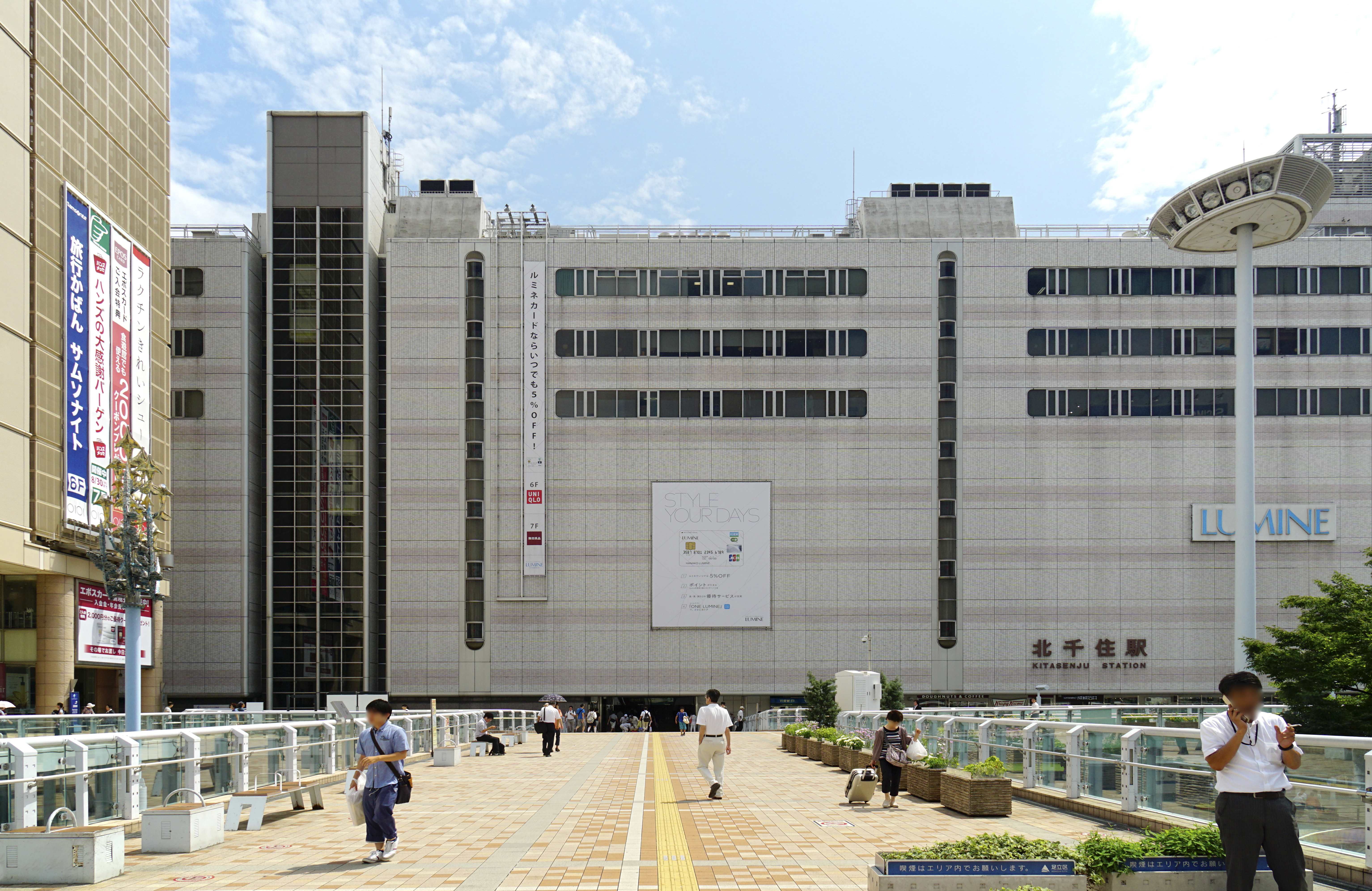
ایستگاه کیتا-سنجو.

ایستگاه کیتا-سنجو (به ژاپنی: 北千住駅, Kitasenju-eki) ایستگاهی است که در آداچی در توکیو در ژاپن واقع شده‌است. کیتا-سنجو یک ایستگاه از ایستگاه‌های شرکت راه‌آهن توبو، متروی توکیو، شرکت راه‌آهن شرق ژاپن و تسوکوبا اکسپرس به شمار می‌آید. بعد از ایستگاه ایکه‌بوکورو این ایستگاه شلوغ‌ترین ایستگاه متروی توکیو و شرکت راه‌آهن توبو در توکیو است. 

## خط‌هایی که در ایستگاه کیتا-سنجو توقف دارند
- جی‌آر
  - خط جوبان
- متروی توکیو
  - خط هیبیا
  - خط چیودا
- شرکت راه‌آهن توبو
  - خط ایسه‌ساکی
- تسوکوبا اکسپرس